# Беннингтон (округ)
Округ Беннингтон (англ. Bennington County) — округ в США, штат Вермонт. В 2000 году население округа составило 36 994. В округе 2 административных центра (иногда их называют центрами графств — shire towns). Беннингтон известен как Южное графство, а Манчестер — как Северное графство.

## География
Согласно Бюро переписи США, общая площадь округа составляет 1,775 км² (678 миль²), из которых, всего 4 км² (1 миля²), то есть 0.21 %, приходится на морскую часть территории округа.

### Смежные округа
- Ратленд — север
- Уинсор — северо-восток
- Уиндем — восток
- Франклин (Массачусетс) — юго-восток
- Беркшир (Массачусетс) — юго-запад
- Ренселер (Нью-Йорк) — юго-запад
- Вашингтон (Нью-Йорк) — северо-запад

## Населённые пункты
- Арлингтон
- Беннингтон, в этом городе находится Беннингтонский колледж
  - Норт-Беннингтон (деревня)
  - Олд-Беннингтон (деревня)
- Дорсет
- Гластенбери
- Лендгров
- Манчестер
  - Манчестер-Виллидж (деревня)
- Перу
- Паунал
- Ридсборо
- Руперт
- Сандсгейт
- Сирсберг
- Шафтсбери
  - Саут-Шафтсбери (некорпоративное сообщество Шафтсбёри)
- Стамфорд
- Сандерленд
- Уинхолл
- Вудфорд

* Деревни — подразделения переписи, но они не имеют никакого отдельного корпоративного существования от городов, в которых они находятся.